# 勝山市立村岡小学校
勝山市立村岡小学校（かつやましりつ むろこしょうがっこう）は、福井県勝山市郡町に所在する公立小学校。2014年からユネスコスクール加盟校。ミチノクフクジュソウの保全活動を継続して実施している。児童は卒業後、勝山市立勝山中部中学校へ進学する。

## 特色

### 環境事業
2008年から小原エコプロジェクトや福井県、さらには国と連携して、フクジュソウの1種であるミチノクフクジュソウの保全活動を行っている。ミチノフクジュソウ自生地の草刈りや枯草の回収など環境維持に努め、保全を喚起する看板の製作・設置も行った。これらの活動は2010年に全国野生生物保護実績発表大会で林野庁長官賞を受賞した。その後も持続可能な開発のための教育（ESD）教育の一環として保全活動は継続している。
この他にも、2020年度には持続可能な開発目標（SDGs）に関する事業を展開し、6年生の児童が募金活動とアルミ缶の回収作業を行った。募金では3万117円が集まり、アルミ缶回収では6500円の収益金を上げ、それぞれを勝山市へ寄付した。

### NIE
村岡小学校ではNIEも実施されている。過去には、2015年のパリ同時多発テロ事件や食品ロスが題材に選ばれている。